# شایکو
شایکو (به لاتین: Xiqu, Panzhihua) یک سکونتگاه مسکونی در جمهوری خلق چین است که در پنژیهوا واقع شده‌است.

## خصوصیات
شایکو ۱۲۴ کیلومترمربع مساحت و ۱۶۰٬۰۰۰ نفر جمعیت دارد.